# 什長
什长，中国古代基层官名。
- 古代户籍编制十家之长。户籍编制中基层单位之头目。秦国在战国时定什伍之法，受屯达管辖，不以官吏待遇之。十家为什，置长，专司监督、担保之责。五家为伍，十户为什，分别设有伍长、什长。《管子·立政》：“十家为什，五家为伍，什伍皆有长焉。”
- 古代军队基层编制十卒之长。十人为什，置一长，称为什长。《墨子·迎敌祠》：“五步有伍长，十步有什长，百步有百长。”《墨子·备城门》:“城上十人一什长，属一吏士，一帛尉。”《尉缭子·伍制令》:“战诛之法曰:什长得诛十人。”
- 匈奴统帅十人的军官。《史记·匈奴列传》：“诸二十四長，亦各自置千長、百長、什長、裨小王，相封、都、尉、當戶、且渠之属。”
- 北方游牧民族军政合一的基层组织。《元史·兵志》：“其法家有男子，十五以上，七十以下，无众寡，尽佥为兵，十人为一牌，设牌头”，又称什长。明代时在准噶尔等地区，鄂拓克官员中有“阿尔班尼阿哈”。
- 清代侍卫处内凡侍卫十人设长一人，共有侍卫什长六十人，宗室侍卫什长九人，皆由五品以上三品以下各等侍卫武官中选充，非其他什长可比。
- 清代湘军组织，在哨长之下有什长，每营有亲兵什长六人（每什长率亲兵十人），什长三十二人。
- 清代土司什長。管理土司署内烧火煮饭、喂猪、养鸡、放鸭、放牧牛马、背柴等杂役的小头目。
- 清末巡防队最低级武职。1907年（光绪三十三年）定巡防队营制,哨下设棚。每营三哨，每哨步队八棚，马队四棚，每棚正兵九人，带领之官为什长。